# Crisicoccus comatus
Crisicoccus comatus är en insektsart som beskrevs av Jennifer M. Cox 1987. Crisicoccus comatus ingår i släktet Crisicoccus och familjen ullsköldlöss. Inga underarter finns listade i Catalogue of Life.